# Paleis van Justitie (Carpentras)

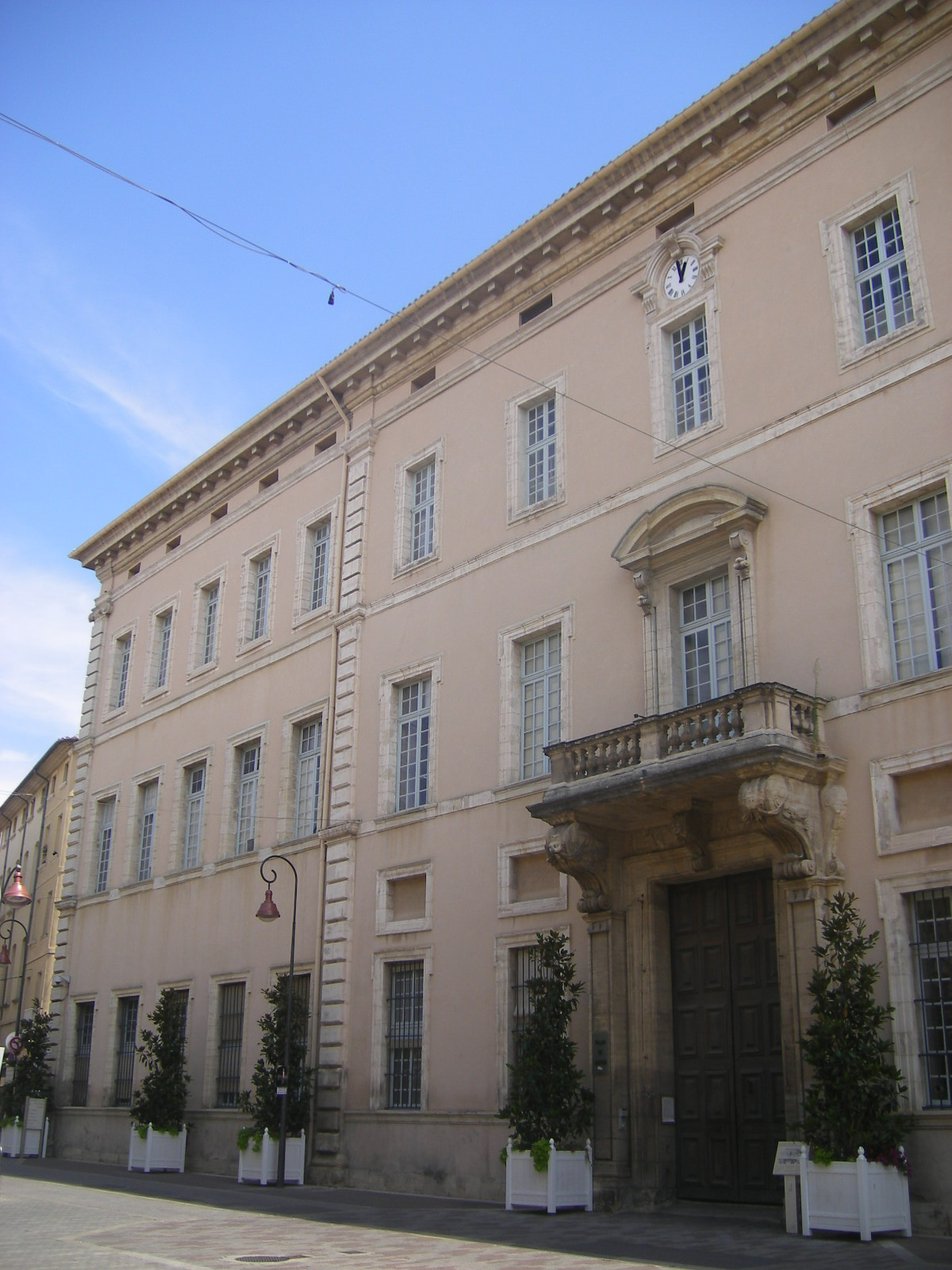
Paleis van Justitie in Carpentras, voorzijde

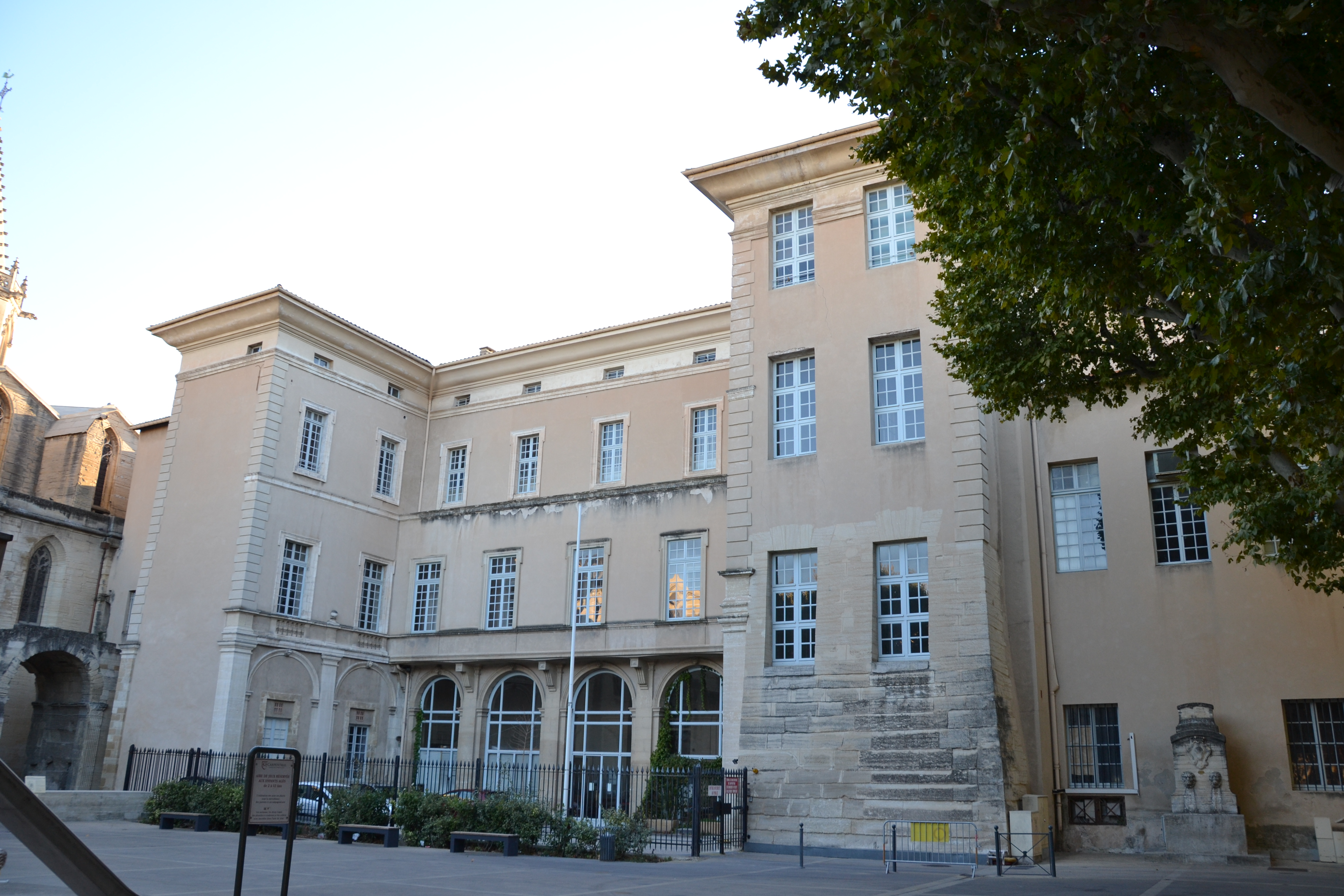
Paleis van Justitie, achterzijde. Links staat de Romeinse boog, tegen de voormalige kathedraal aan.

Het Paleis van Justitie in Carpentras, een stad in het Frans departement Vaucluse, bevindt zich aan de Place Général De Gaulle in het centrum van de stad. Het werd gebouwd in de jaren 1640 als paleis voor de bisschop van Carpentras en is sinds 1801 het paleis van justitie.

## Historiek
De bouwheer van het paleis was bisschop Alessandro Bichi. Deze bisschop was tevens rector (of gouverneur) van het pauselijk graafschap Venaissin. De architect was François de Royers de La Valfenière (1575-1667) en deze was een edelman uit de naburige pauselijke stadstaat Avignon. De stijl van het paleis is Italiaans-17e-eeuws. Het paleis had een pronkzaal voor de bisschop alsook een vergaderzaal voor de Staten van Comtat Venaissin; een derde zaal bevat afbeeldingen van alle dorpen van Comtat Venaissin. Het bisschoppelijk paleis stond vlak naast de toenmalige kathedraal van Carpentras, sinds 1801 parochiekerk. Tussen het paleis en de kathedraal staat de Romeinse boog van Carpentras.
Ten gevolge van de Franse Revolutie (1789) en de verovering van Comtat Venaissin door Avignon (1791) hield het pauselijk graafschap op te bestaan. Het bisschoppelijk paleis werd ingericht als vergaderruimte voor revolutionairen van de gemeente en het departement. Vanaf 1801 werd het paleis gebruikt als paleis van justitie. De zaal van de voormalige Staten van Venaissin werd de zaal voor het Hof van Assisen. Het salon waarin alle dorpen afgebeeld zijn, werd de zaal voor de correctionele rechtbank van Carpentras.
In 1862 werd het paleis van justitie, voormalig bisschoppelijk paleis, erkend als monument historique van Frankrijk.